# Xã Union Prairie, Quận Allamakee, Iowa
Xã Union Prairie (tiếng Anh: Union Prairie Township) là một xã thuộc quận Allamakee, tiểu bang Iowa, Hoa Kỳ. Năm 2010, dân số của xã này là 761 người.